# Victor-Benoît Lenoir
Victor-Benoît Lenoir (Lyon, 12 de abril de 1805 - París, 6 de mayo de 1863) fue un ingeniero francés. Conocido por haber trabajado en la Compagnie des chemins de fer de l'Ouest así como en las fases constructivas de finales del siglo XIX en la Estación de Atocha (muriendo durante su realización). Los trabajos estaban avalados por el desarrollo anterior en la Estación de París-Montparnasse y la Gare de Rennes. 